# 禁断のつぼみ
『禁断のつぼみ』（El sueño del mono loco）は1989年のスペイン映画。ミステリアスな美少女と出会った脚本家が、しだいにその少女に溺れ日常を失っていく姿を描くサスペンスドラマ。監督は『ベルエポック』でアカデミー外国語映画賞を受賞しているフェルナンド・トルエバ。主演は『ザ・フライ』のジェフ・ゴールドブラム。第4回ゴヤ賞で作品賞・監督賞など6部門を受賞した。

## スタッフ
- 監督：フェルナンド・トルエバ Fernando Trueba
- 製作：アンドレ・ビセンテ・ゴメス Andres Vicente Gomez
- 原作：クリストファー・フランク Christopher Frank
- 脚本：フェルナンド・トルエバ Fernando Trueba

マヌエル・マトヒ Manuel Matji
メノ・メイエス Menno Meyjes
- 撮影：ホセ・ルイス・アルカイネ José Luis Alcaine
- 美術：ピエール・セベント Pierre Thevenet
- 編集：カルメン・フリアス Carmen Frías
- 製作進行：ホセ・ロペス・ロデロ José López Rodero
- 音楽：アントワーヌ・デュアメル Antoine Duhamel
- 字幕：大條成昭

## キャスト
- ダン・ギリス（脚本家） … ジェフ・ゴールドブラム Jeff Goldblum
- マリリン（エージェント） … ミランダ・リチャードソン Miranda Richardson
- マリアンヌ（ダンの妻） … アネモーヌ Anemone
- ジュリアン・ルグラン（プロデューサー） … ダニエル・チェカルディ Daniel Ceccaldi
- マルコム・グリーン（若手映画監督） … デクスター・フレッチャー Dexter Fletcher
- ジェニー・グリーン（マルコムの妹） … リザ・ウォーカー Liza Walker

## 受賞
第4回ゴヤ賞（1990年）
- 作品賞
- 監督賞：フェルナンド・トルエバ Fernando Trueba
- 脚色賞：フェルナンド・トルエバ Fernando Trueba

マヌエル・マトヒ Manuel Matji
メノ・メイエス Menno Meyjes
- 製作監督賞：ホセ・ロペス・ロデロ José López Rodero
- 撮影賞：ホセ・ルイス・アルカイネ José Luis Alcaine
- 編集賞：カルメン・フリアス Carmen Frías

## 別題
- ベーゼ/崩壊の美学（日本）
- Le Rêve du singe fou （フランス）
- The Mad Monkey
- The Dream of The Mad Monkey
- Twisted Obsession